# قطعنامه ۱۵۹۰ شورای امنیت
قطعنامه ۱۵۹۰ شورای امنیت سازمان ملل متحد که در تاریخ ۲۴ مارس ۲۰۰۵ تصویب شد، سندی بین‌المللی دربارهٔ اوضاع در افغانستان است. این قطعنامه طی نشست ۵۱۴۸ام با ۱۵ رای موافق، ۰ مخالف و ۰ ممتنع تصویب شد.